# Lo-Reninge
Lo-Reninge est une ville néerlandophone de Belgique située en Région flamande dans la province de Flandre-Occidentale.
Elle compte plus de 3 000 habitants, ce qui en fait la deuxième plus petite ville de Belgique après Messines.
Le beffroi de Lo est repris au Patrimoine mondial de l'UNESCO depuis 1999.

## Sections de la commune
La commune de Lo-Reninge est composée de quatre sections. Lo et Reninge sont les plus grandes avec plus de 1 000 habitants. Noordschote et Pollinkhove sont deux villages de taille inférieure.
| # | Section           | Superf. (km²) | Habitants (2020) | Habitants par km² | Code INS |
| - | ----------------- | ------------- | ---------------- | ----------------- | -------- |
| 1 | Lo (I)            | 15,84         | 1.203            | 76                | 32030A   |
| 2 | Pollinkhove (III) | 13,98         | 655              | 47                | 32030B   |
| 3 | Reninge (II)      | 22,91         | 1.036            | 45                | 32030C   |
| 4 | Noordschote (IV)  | 10,67         | 396              | 37                | 32030D   |

### Carte

Lo-Reninge, sections et communes voisines. Les zones en jaune représentent les agglomérations.

### Communes limitrophes
- a. Hoogstade (commune d'Alveringem)
- b. Alveringem  (commune d'Alveringem)
- c. Lampernisse (commune de Dixmude)
- d. Nieuwkapelle (commune de Dixmude)
- e. Merkem (commune de Houthulst)
- f. Bikschote (commune de Langemark-Poelkapelle)
- g. Zuidschote (commune d'Ypres)
- h. Elverdinge (commune d'Ypres)
- i. Woesten (commune de Vleteren)
- j. Oostvleteren (commune de Vleteren)

## Héraldique
|  | La commune possède des armoiries qui lui ont été octroyées le 7 juillet 1987. Elles sont une combinaison des armoiries de Lo et de Reninge. Les armoiries de Lo lui avaient été octroyées le 2 octobre 1823 et à nouveau le 21 juillet 1838. Elles étaient connues depuis le XVIe siècle. Elles apparaissent pour la première fois sur une carte de Gaillard datant de 1557. Elles sont une combinaison d'éléments des vieux sceaux de la ville. Le sceau le plus ancien date de 1309 et montrait l'aigle impérial avec deux clés. Le contre-scellé de la même époque montre un lion (de Flandre ?). Les armoiries de Reninge lui avaient été octroyées le 11 juillet 1911. Elles sont inspirées du plus ancien sceau connu du village et de la paroisse, datant de 1660. La signification n'est pas connue. Il a été établi que l’escalier est dérivé des armes des comtes de Saint-Omer, qui utilisaient une barre dorée dans le bleu. Ils sont devenus seigneurs de Reninge à la fin du XIIIe siècle. Ces armoiries peuvent être inspirées des armoiries des seigneurs de Stavele, qui ont acquis le village de Reninge en 1470. Blasonnement : Parti: 1. D'argent à l'aigle bicéphale de sable, accompagnée en chef à un écusson d'or au lion de sable. 2. D'hermine, d'argent à la fasce de sable sur le tout. L'écu sommé d'une couronne murale à cinq tours d'or. Source du blasonnement : Heraldy of the World. |

## Démographie

### Évolution démographique
- Source : DGS - Remarque: 1831 jusqu'à 1981=recensement; depuis 1990=nombre d'habitants chaque 1er janvier[3]

## Patrimoine
La biscuiterie Jules Destrooper y a son siège à Lo.

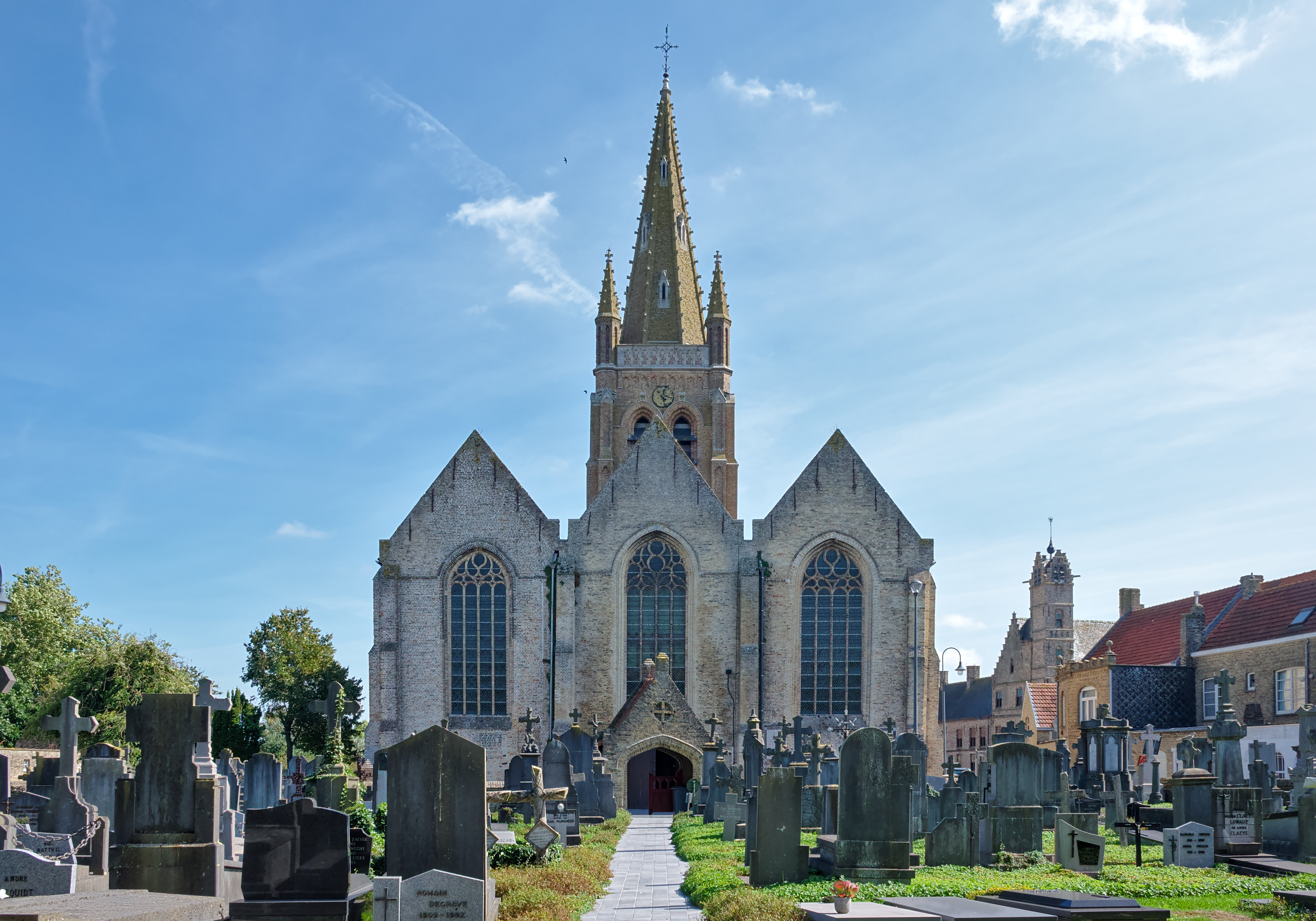
Église Saint-Pierre (Lo)
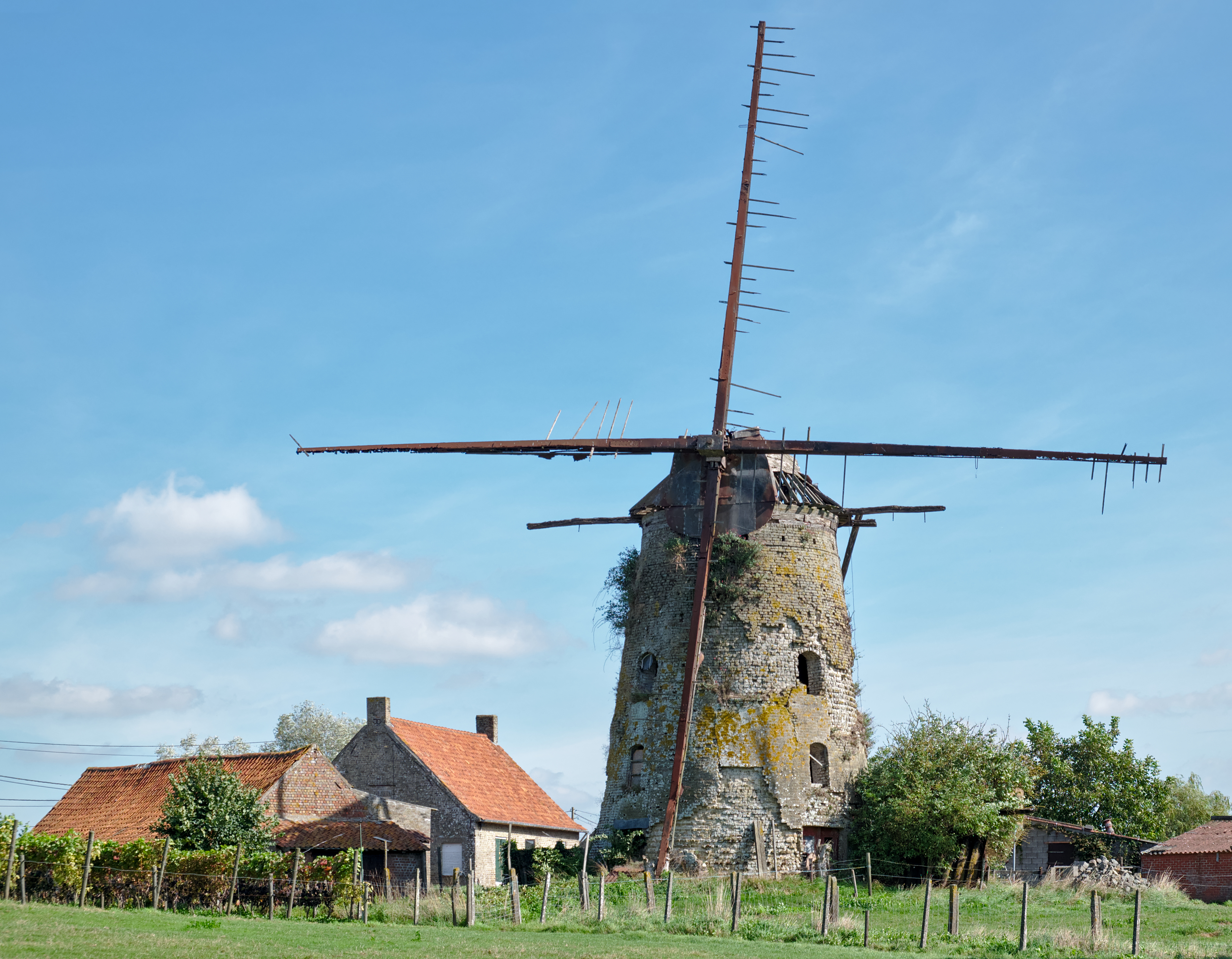
Moulin Margriet